# Elektronenmicroscopie

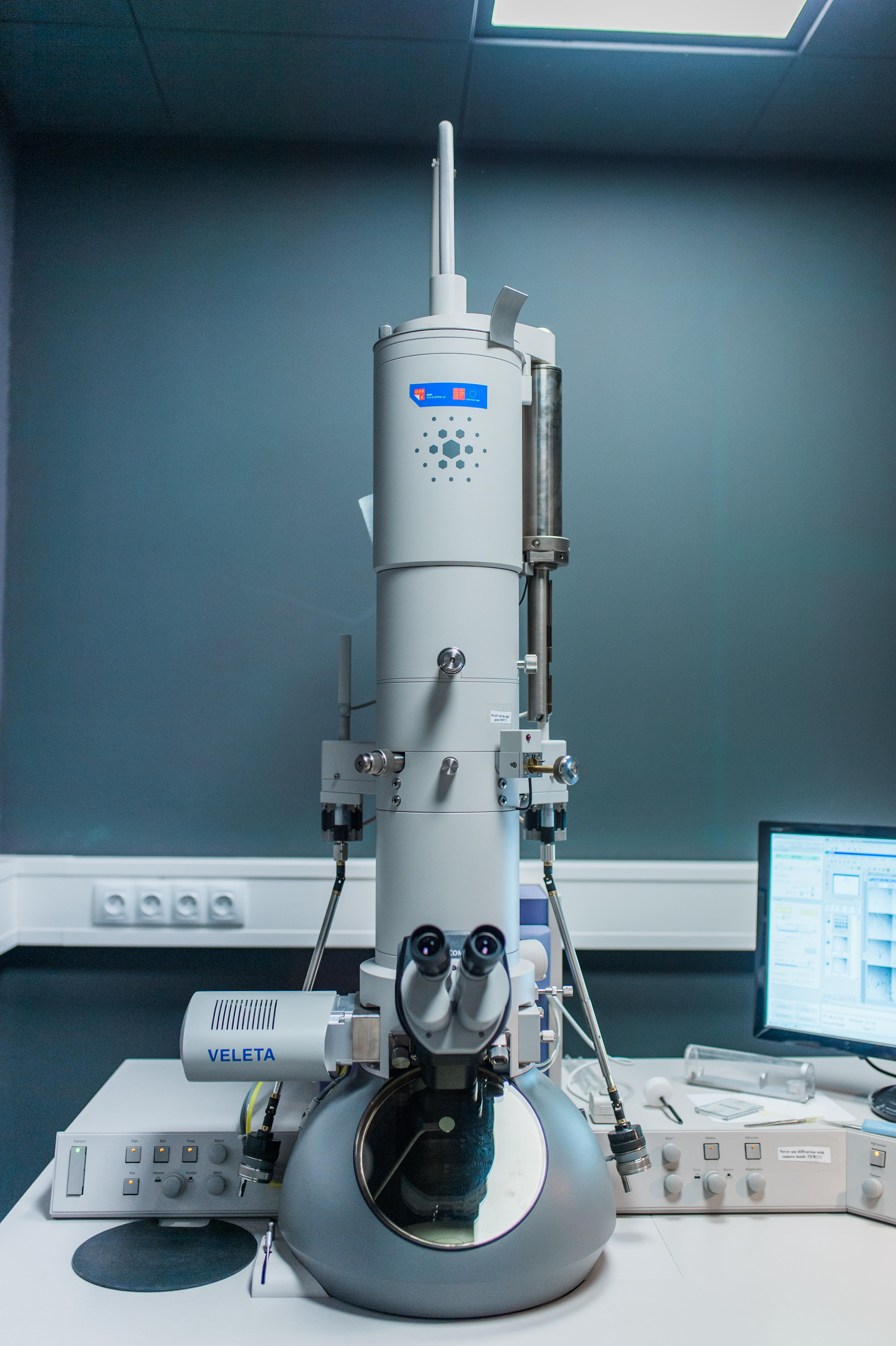
Een transmissie-elektronenmicroscoop (type Morgagni 268) van FEI

Elektronenmicroscopie is een beeldvormingstechniek die gebruikmaakt van een bundel elektronen in plaats van lichtgolven om objecten zichtbaar te maken. Doordat versnelde elektronen een veel kleinere golflengte hebben dan zichtbaar licht, is het hiermee mogelijk structuren op moleculaire schaal zichtbaar te maken. Elektronenmicroscopen kunnen onder gunstige omstandigheden details onderscheiden van 0,1 nanometer.
Er bestaan verschillende soorten elektronenmicroscopen, waarvan de transmissie-elektronenmicroscoop (TEM) en de scanning-elektronenmicroscoop (SEM) het bekendst zijn. Bij TEM gaat de elektronenbundel door een ultradun preparaat en ontstaat een beeld van de interne structuur. SEM geeft daarentegen een beeld van het oppervlak van een preparaat door elektronen te detecteren die terugkaatsen. Een vernieuwende vorm van is cryo-EM, die vooral toegepast wordt voor ontrafeling van biologische moleculen.
Het gebruik van elektronenmicroscopie vereist complexe preparaatvoorbereiding. Het te onderzoeken monster moet worden gefixeerd, gedehydrateerd, en wordt soms bekleed met een geleidende laag. Het bedienen en interpreteren van de beelden vraagt specifieke deskundigheid. Elektronenmicroscopie is een onmisbare techniek in vakgebieden zoals celbiologie, virologie, materiaalkunde, nanotechnologie en halfgeleideronderzoek, waar een hoge resolutie essentieel is voor inzicht in structuur en functie.

## Geschiedenis

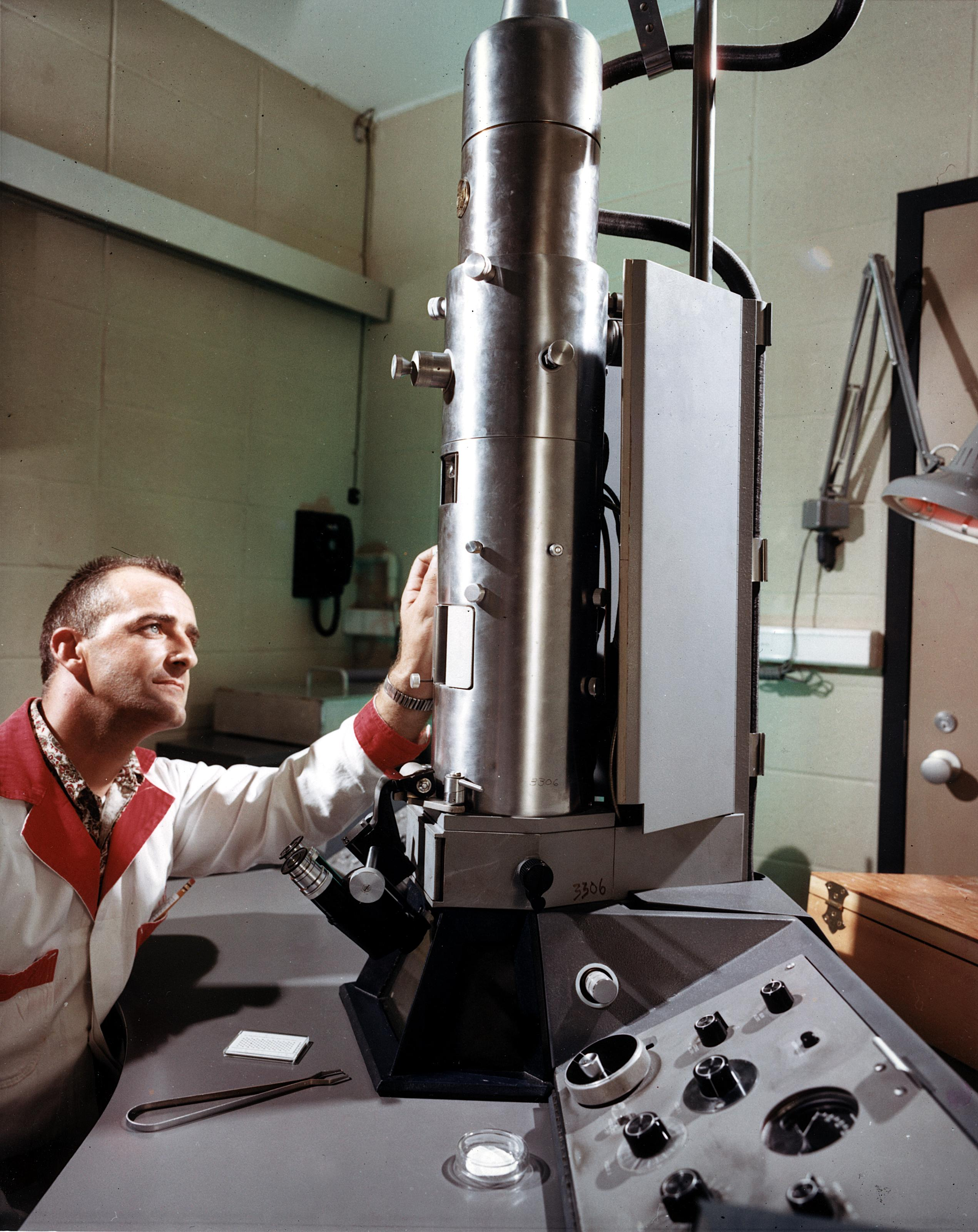
Gebruik van een elektronenmicroscoop in een laboratorium van het Amerikaanse Department of Energy (c. 1966)

De eerste elektronenmicroscoop werd in 1931 gebouwd door de Duitse natuurkundige Ernst Ruska (1906-1988), samen met de Duitse elektrotechnicus Max Knoll (1897-1969). Dit leverde Ruska in 1986 de Nobelprijs voor Natuurkunde op. Hij wist dat elektronen (net als licht) zich ook als golven gedragen en realiseerde zich dat als elektronen versneld worden in een hoogvacuüm ze gebruikt kunnen worden voor het afbeelden van objecten.
Zijn eerste microscoop uit 1931 had een vergroting van 400 maal, en in 1933 leverde hij een elektronenmicroscoop op met een resolutie beter dan die van een lichtmicroscoop. Voor de verdere ontwikkeling ging Ruska naar Siemens & Halske in Berlijn waar hij samen met zijn zwager Bodo von Borries in 1939 de eerste commercieel beschikbare transmissie-elektronenmicroscoop fabriceerde.
Twee jaar daarvoor, in 1937, had de Duitser Manfred von Ardenne de rasterelektronenmicroscoop ontwikkeld. In Nederland bouwde de Delfse ingenieursstudent Jan Bart Le Poole, op basis van Ruska's ontwerp, in de periode 1939-1941 een eigen, verbeterde transmissie-elektronenmicroscoop. Deze werd na de Tweede Wereldoorlog door Philips in productie genomen.

## Types
Er zijn twee hoofdtypes elektronenmicroscopen:

### Transmissie-elektronenmicroscoop
Bij een transmissie-elektronenmicroscoop (TEM) worden de elektronen door een dun preparaat heen geschoten en vervolgens op een fluorescerende plaat geprojecteerd zodat ze zichtbaar worden. De beelden kunnen op een fotografische film of met een CCD-camera worden vastgelegd.
Het principe is vergelijkbaar met een diaprojector of lichtmicroscoop. Op plaatsen waar het preparaat het dikst is (veel massa) treedt de meeste verstrooiing van de elektronen op, zodat het aantal elektronen dat uiteindelijk vastgelegd wordt kleiner is. Het gevormde beeld is dan donkerder in vergelijking met de dunnere plaatsen van het preparaat.
Vergrotingen tot een miljoen keer of meer zijn mogelijk met een resolutie beter dan 0,1 nm, zodat de atomaire structuur van materialen bekeken kan worden. Deze microscopen werken met een typische versnelspanning tussen 100 en 400 kV.

### Rasterelektronenmicroscoop

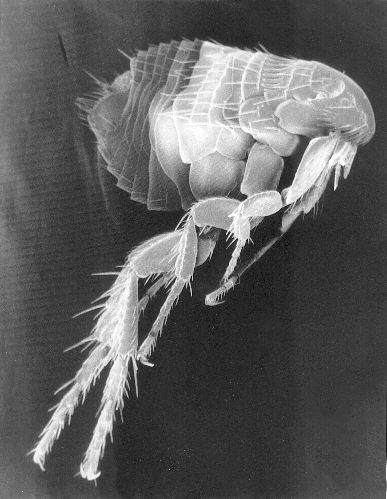
Elektronenmicroscopisch beeld van een vlo

Bij een rasterelektronenmicroscoop (Engels: Scanning Electron Microscope, SEM) wordt de elektronenstraal gebundeld op het gehele materiaal geprojecteerd en tast het oppervlak volgens een raster af. De teruggekaatste of de door secundaire emissie vrijkomende elektronen worden gedetecteerd en punt voor punt vastgelegd in een beeld.
Vergrotingen van 100.000 keer zijn mogelijk met een resolutie in de orde van een nanometer. Door de grote scherptediepte ontstaat er een sterk driedimensionaal effect, zoals te zien is in de bekende gedetailleerde afbeeldingen van insecten. De gebruikte versnelspanning varieert tussen 100 V en 30 kV.

### Overige types
Er zijn ook mengvormen mogelijk. Zo kunnen de meeste transmissie-elektronenmicroscopen ook aftasten (STEM, scanning transmission electron microscope) en kunnen rasterelektronenmicroscopen de elektronenbundel ook door een (dun) preparaat schieten.
Naast het detecteren van de elektronen is het ook mogelijk de vrijkomende röntgenstraling en het energieverlies van de elektronen te meten. Hierdoor kan informatie over de atomaire samenstelling van de objecten verkregen worden.

## Nadelen
Bij elektronenmicroscopen moeten objecten geobserveerd worden in vacuüm doordat anders de elektronen verstrooid worden door de aanwezige luchtmoleculen. Daarom zijn elektronenmicroscopen gemaakt als metalen vacuümbuizen verbonden met een vacuümpomp. Een uitzondering hierop is de environment scanning electronmicroscope, waarmee objecten kunnen worden bekeken bij lage druk (2,7 kPa). Doorkijkvensters maken bekijken van het fluorescentiescherm mogelijk, terwijl het preparaat, doorlaat en film via een luchtsluis in- en uitgebracht dienen te worden.
Elektronenmicroscopen zijn monochromatisch, wat betekent dat ze uit slechts één kleur (grijstinten) bestaan, want er worden elektronen gebruikt met een vaste golflengte. Beeldresultaten kunnen later wel door beeldbewerking ingekleurd worden, meestal uit esthetische en educatieve motieven (false colouring).